# São João do Caiuá
São João do Caiuá est une municipalité brésilienne située dans l'État du Paraná.